# Зоран Петровић (ватерполиста)
Зоран Петровић (Београд, 22. август 1960) бивши је југословенски и српски ватерполиста.
Поникао је у Црвеној звезди, али је највећи део каријере играо за београдски Партизан , у који је прешао 1982. године. Освајач златне медаље на Олимпијским играма 1984. године. Са репрезентацијом Југославије има освојену златну медаљу на Светском првенству 1986. године у Мадриду.